# David Emory
David Emory (nacido en Nueva York, 1949), también conocido como Dave Emory, es un presentador norteamericano de una radio del área de la bahía de San Francisco. Sus programas tratan principalmente sobre Geopolítica, Fascismo y conspiración política.

## "El Reich clandestino"
Emory propone frecuentemente la existencia de un Reich clandestino como una característica central de sus tesis más amplias. Una entidad que mantiene los intereses de largo plazo de los conglomerados multinacionales basados en Alemania, que incluyen industria pesada, químicos, comunicaciones, transporte internacional, banca e intereses financieros. Emory afirma que muchas unidades que sobrevivieron a la Segunda Guerra Mundial persisten y prosperan como componentes importantes de la actual elite global capitalista.